# Savigny (Ródano)
Savigny é uma comuna francesa na região administrativa de Auvérnia-Ródano-Alpes, no departamento de Ródano. Estende-se por uma área de 21,42 km². Em 2010 a comuna tinha 2 059 habitantes (densidade: 96,1 hab./km²).